# 雷丁顿海滩 (佛罗里达州)
雷丁顿海滩（英語：Redington Beach），是美国佛罗里达州皮尼拉斯縣下属的一座城市。建立于1944年。面积约为3.3平方公里（约合1.3平方英里）。根据2010年美国人口普查，该市有人口1,427人。论人口在本州排行第313。